# Archichlora vieui
Archichlora vieui är en fjärilsart som beskrevs av Claude Herbulot 1960. Archichlora vieui ingår i släktet Archichlora och familjen mätare. Inga underarter finns listade i Catalogue of Life.